# Данлоп, Джордж
Джордж Данлоп (англ. George Dunlop; 16 января 1956, Белфаст) — североирландский футболист, Вратарь. Большую часть своей карьеры провёл в клубе «Линфилд».

## Клубная карьера
Во время своей клубной карьеры Данлоп играл в «Манчестер Сити», «Гленторан», «Баллимена Юнайтед» и «Линфилд». Он был назван Футболистом года в Северной Ирландии в сезоне 1982/83, играя за «Линфилд». С «Линфилдом» выиграл десять чемпионств и три кубка Северной Ирландии. В еврокубках Данлоп сыграл за «Линфилд» 25 матчей (21 в Кубке европейских чемпионов и 4 в Кубке УЕФА). В 1991 году завершил карьеру.

## Выступления за сборную
В сборную Северной Ирландии Данлоп вызывался с 1982 по 1989 год. За сборную сыграл 4 матча. Дебютировал в сборной 16 октября 1984 года, в товарищеском матче против Израиля (3:0 в Белфасте). Затем он сыграл две игры против Англии и Югославии, в рамках отбора на чемпионат Европы 1988 года. Он был частью команды на чемпионате мира 1982 года, когда Северная Ирландия достигла второго раунда. На турнире он выступал в роли запасного вратаря и ни разу не появился на поле.

## Личная жизнь
Его племянник — бывший футболист «Рейнджерс» и игрок национальной сборной Северной Ирландии Джош Робинсон.

## Достижения
«Манчестер Сити»
- Обладатель Суперкубка Англии: 1972

 «Линфилд»
- Чемпион Северной Ирландии (10): 1977/1978, 1978/1979, 1979/1980, 1981/1982, 1982/1983, 1983/1984, 1984/1985, 1985/1986, 1986/1987, 1988/1989
- Обладатель Кубка Северной Ирландии (3): 1977/1978, 1979/1980, 1981/1982
- Обладатель Кубка североирландской лиги: 1986/1987
- Футболист года в Северной Ирландии: 1982/1983